# Liste von Persönlichkeiten der Stadt Brzeg
Die folgende Liste enthält Personen, die in der deutschen Stadt (bis 1945) Brieg und die in der polnischen Stadt (ab 1945) Brzeg geboren wurden, sowie solche, die zeitweise dort gelebt und gewirkt haben. Die Liste erhebt keinen Anspruch auf Vollständigkeit.

## In Brieg geborene Persönlichkeiten

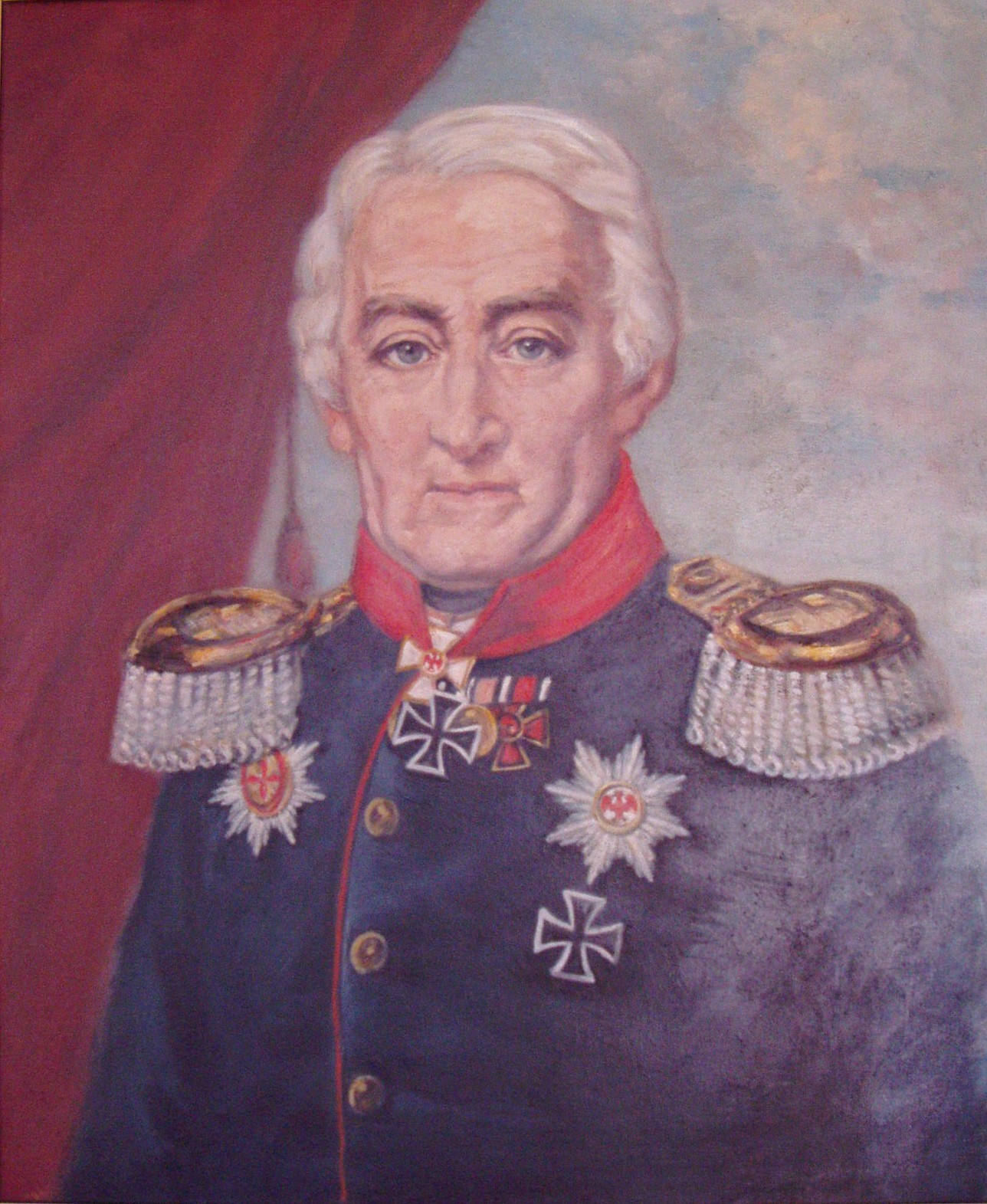
Leopold Wilhelm von Dobschütz

### Bis 1800
- Friedrich I. (Liegnitz) (1446–1488), Herzog von Brieg
- Bartholomäus Stein (um 1477–um 1520), deutscher Humanist und Geograph
- Joachim Friedrich (1550–1602), Herzog von Brieg
- Johannes Krocker (1570–1626), deutscher Kapellmeister und Komponist
- Samuel Besler (1574–1625), deutscher Komponist
- Christiana Cunradina (1591–1625), Kirchenlieddichterin
- Bartholomaeus Nigrinus (1595–1646), reformierter Theologe
- Georg III. (Brieg) (1611–1664), Herzog von Brieg
- Ludwig IV. (Liegnitz) (1616–1663), in gemeinschaftlicher Regentschaft Herzog von Brieg
- Heinrich Adolphi (1622–1686), lutherischer Geistlicher und Autor
- Heinrich Schmettau (1628–1704), deutscher reformierter Theologe
- Gottfried Christian Winckler (1635–1684), Mediziner, Physicus in Brieg und Leibarzt des Kurfürsten von Brandenburg
- Charlotte von Liegnitz-Brieg-Wohlau (1652–1707), Herzogin von Liegnitz, Brieg und Wohlau und durch Heirat Herzogin von Schleswig-Holstein-Sonderburg-Wiesenburg
- Leopold von Schleswig-Holstein-Sonderburg-Wiesenburg (1674–1744), kaiserlicher Rat in Wien
- Benjamin Lindner (1694–1754), Geistlicher, Pietist und Schriftsteller
- Georg Gebel der Jüngere (1709–1753), Komponist
- Christian Gottlieb Ludwig (1709–1773), deutscher Arzt und Botaniker
- Franz Peter von Cornerut (1734–1808), preußischer Generalmajor
- Ewald Georg von Massow (1754–1820), preußischer Staatsminister und schlesischer Oberlandeshauptmann
- Leopold Wilhelm von Dobschütz (1763–1836), preußischer General der Kavallerie
- Ernst von Mauderode (1780–1863), preußischer Generalmajor
- Franz Rittler (1782–nach 1837), deutsch-österreichischer Jurist
- Johann Gottlieb Kunisch (1789–1852), Gymnasiallehrer, Buchautor und Redakteur
- Bodo von Mauderode (1791–1882), sachsen-meiningenscher Generalmajor
- Karl Otfried Müller (1797–1840), Altphilologe, Hochschullehrer, Mitbegründer der Klassischen Archäologie
- Friedrich Wilhelm Schlöffel (1800–1870), Fabrikant und demokratischer Politiker im Vormärz und der Revolution von 1848/49

### 1801 bis 1900

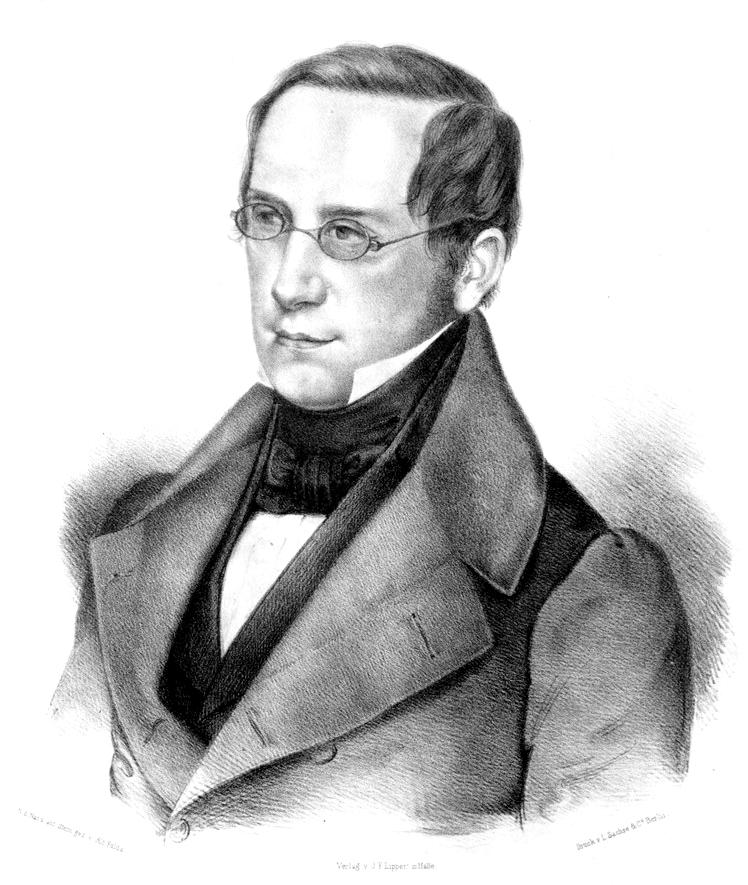
Julius Müller

- Julius Müller (1801–1878), protestantischer Theologe und Hochschullehrer
- Eduard Müller (1804–1875), Lehrer und Philologe
- Cäsar Albano Kletke (1805–1893), Pädagoge und Schulmann
- Julius Wilhelm Hoffmann (1806–1866), Rittergutsbesitzer und Verwaltungsjurist
- Karl von Paar (1806–1881), 4. Fürst von Paar, Freiherr auf Hartberg und Krottenstein
- Albert von Gladis (1806–1888), Mitglied der Frankfurter Nationalversammlung
- Karl Gabriel Nowack (1807–1883), Biograf und Bibliograf
- Carl Hermann Moritz von Gärtner (1808–1871), Forstmann, Gutsbesitzer und Parlamentarier
- Albert Wichura (1808–1862), deutscher Jurist und Abgeordneter
- Konstantin Cretius (1814–1901), deutscher Maler
- Heinrich Wuttke (1818–1876), deutscher Historiker
- Ernst Richard von Tschirschky und Bögendorff (1822–1904), deutscher Offizier
- Hermann Rogalla von Bieberstein (1823–1906), deutsch-amerikanischer Bauingenieur
- Hermann von Görne (1823–1904), preußischer Generalleutnant
- Johann Robert Mende (1824–1899), Architekt
- Paul Fritsch (1826–1907), deutscher Landesgerichtsrat und Sachbuchautor
- Karl Joseph Benjamin Herzog (1827–1902), deutscher Verwaltungsjurist
- Wilhelm von Tschischwitz (1831–1911),  preußischer Generalleutnant
- Julius Bruck (1833–1899), Arzt und Schriftsteller
- Robert Kappmeier (1834–1902), Bergsteiger und Erstbegeher in der Sächsischen Schweiz
- Wilhelm Schuppe (1836–1913), Philosoph
- Hugo Hinze (1839–1906), Reichstagsabgeordneter
- Ludwig Haber (1843–1874), Kaufmann und Vizekonsul in Japan
- Carl Friedländer (1847–1887), deutscher Pathologe
- Thekla Friedländer (1849–nach 1898), deutsche Sozialreformerin
- Max Friedlaender (1852–1934), Musikwissenschaftler
- Friedrich Wilhelm Richard Rödiger von Manteuffel (1854–1922), preußischer Offizier
- Leopold Gadiel (1857–1943), deutscher Schauspieler
- Paul Grünberg (1857–1919), deutscher lutherischer Theologe
- Hermann Eisner (1860–1927), deutscher Schallplattenproduzent
- Wilhelm Schultz (1862–1933), deutscher Ministerialbeamter
- Rudolf Scholtz (1868–unbekannt), deutscher Marine-Generalstabsarzt der Reichsmarine
- Wilhelm Alter junior (1875–1943), deutscher Psychiater und Politiker
- Oskar Moll (1875–1947), deutscher Maler
- Hanns Mießner (1877–1957), deutscher Komponist, Organist, Dirigent und Chorleiter
- Ernst Hermann Riesenfeld (1877–1957), deutsch-schwedischer Chemiker
- Justus W. Hedemann (1878–1963), deutscher Jurist
- Willy Katz (1878–1947), deutscher Mediziner
- Bernhard Voigt (1878–1945), deutscher Lehrer und Schulinspektor in Südwestafrika, später Schriftsteller der Kolonialliteratur
- Rudolf Bögel (1880–1964), württembergischer Oberamtmann
- Otto Burkert (1880–1944), deutscher Organist und Chorleiter
- Max Obal (1881–1949), Regisseur und Schauspieler
- Friedrich Slotty (1881–1963), deutscher Indogermanist
- Artur Wechmann (1882–1969), deutscher Hydrologe
- Walter Schaeffer (1883–1968), deutscher Jurist und Politiker
- Oskar Guttmann (1885–1943), deutscher Musikwissenschaftler, Dirigent und Komponist
- Erich Paul Riesenfeld (1885–1943), deutscher Architekt und Architekturhistoriker
- Johannes Meyer (1888–1976), Drehbuchautor und Filmregisseur
- Otto Fruhner (1893–1965), deutscher Generalmajor
- Friedrich von Schellwitz (1893–1978), deutscher Generalmajor
- Ida Wolff (1893–1966), Politikerin (SPD), Mitglied des Abgeordnetenhauses von Berlin
- Alfred Kurella (1895–1975), Schriftsteller, Übersetzer und Kulturfunktionär der SED in der DDR
- Hans-Joachim von Falkenhausen (1897–1934), SA-Oberführer und einer der Getöteten des sogenannten Röhm-Putsches
- Henning von Thadden (1898–1945), deutscher Generalleutnant
- Paul Kube (1899–1963), deutscher Politiker
- Wilhelm Brachmann (1900–1989), deutscher, nationalsozialistischer Pfarrer

### 1901 bis 1945

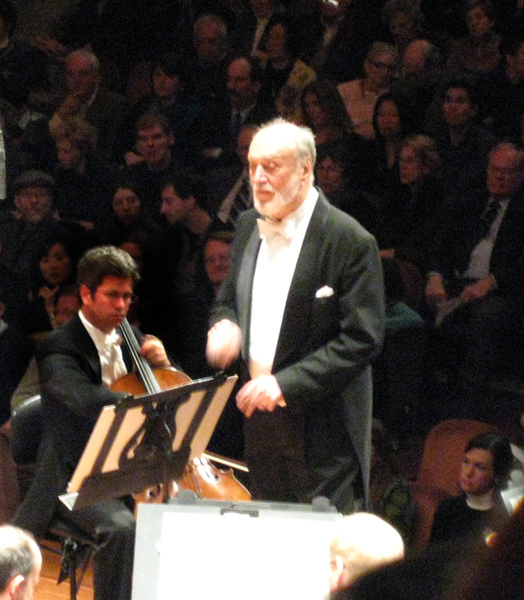
Kurt Masur

- Johannes Brockt (1901–1980), österreichischer Musikwissenschaftler und Komponist
- Herta Ilk (1902–1972), Politikerin (FDP), MdB
- Werner Dierschke (1906–1983), deutscher Architekt
- Karl Willy Beer (1909–1979), deutscher Journalist
- Horst Friedrich (1911–1975), deutscher Schauspieler und Hörspielsprecher
- Gerhard Hultsch (1911–1992), deutscher Pfarrer und Lehrer
- Otto Thorbeck (1912–1976), Jurist und SS-Richter
- Rudolf Karrasch (1916–2012), deutscher Lehrer
- Hellmut Reichel (1916–2012), deutscher Geistlicher und Bischof der Herrnhuter Brüdergemeine
- Renata Laqueur (1919–2011), deutsche Sprach- und Literaturwissenschaftlerin
- Günter Wolff (1919–2006), deutscher Politiker
- Hans-Ulrich Herold (1921–2013), deutscher Gebrauchsgrafiker und Illustrator
- Hans Hart (1923–2016), deutscher Physiker
- Kurt Masur (1927–2015), deutscher Dirigent
- Susanne Düllmann (1928–2013), deutsche Schauspielerin
- Dorothea Tscheschner (1928–2024), deutsche Autorin, Architektin und Stadtplanerin
- Gerd Deumlich (1929–2013), deutscher Journalist und Politiker (DKP)
- Herbert Manfred Hoffmann (1930–2018), Organist und Kirchenmusiker
- Werner Rossade (1930–2015), deutscher Politologe und Publizist
- Martin Trettau (1930–2007), deutscher Schauspieler
- Manfred Wolf (1933–2020), deutscher Archivar
- Peter J. Opitz (1937–2025), emeritierter Professor
- Roland Hoffmann (* 1938), lutherischer Theologe und Landesbischof der Evangelisch-Lutherischen Kirche in Thüringen
- Hans-Jürgen Thomas (* 1939), deutscher Arzt
- Kurt Ueberschär (* 1939), deutscher Jurist und Politiker
- Wolfram Mucha (1941–2019), deutscher Schauspieler
- Bernd Kretschmer (* 1941), deutscher Physiker und Gymnasiallehrer
- Irene Stoehr (1941–2023), deutsche Sozialwissenschaftlerin
- Chris von Wangenheim (1942–1981), deutscher Fotograf
- Herbert Ammon (* 1943), deutscher Publizist
- Peter-Michael Tschoepe (1943–2020), Maler und Kulturreferent
- Lothar Abend (* 1944), deutscher Boxer
- Dagmar Damek (* 1944), deutscher Film- und Fernsehregisseurin

## In Brzeg geborene Persönlichkeiten
- Jacek Protasiewicz (* 1967), polnischer Politiker
- Stanisław Gawłowski (* 1968), polnischer Politiker
- Arkadiusz Błacha (* 1971), polnischer Handballspieler und Handballtrainer
- Adrian Tekliński (* 1989), polnischer Radsportler
- Bartosz Białek (* 2001), polnischer Fußballspieler

## Weitere mit der Stadt verbundene Persönlichkeiten

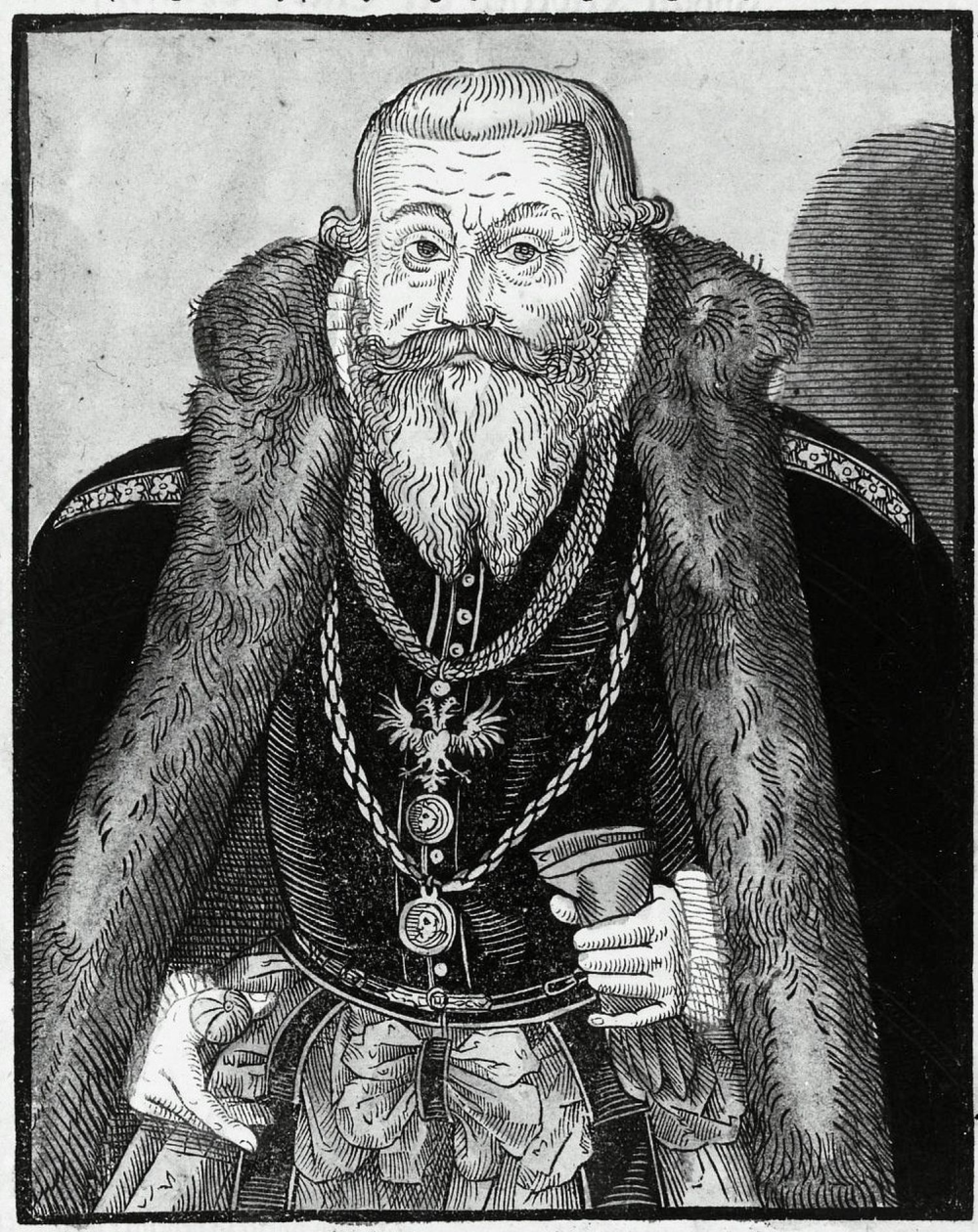
Georg II. (Brieg)

### Bis 1800
- Ludwig I. (Liegnitz) (1313/1321–1398), Herzog von Brieg
- Peter Bitschen (?–1389), Kanonikus, Domherr an der neugegründeten Hedwigskirche, Verfasser des „Chronicon Principium Poloniae“
- Peter Freitag, Schreiber in Breslau, fertigte 1451 für den Brieger Ratsherren Anton Hornig die Abschrift der Hedwigslegende mit 60 Federzeichnungen.
- Johann von Pannwitz (?–1446), Weihbischof und Generalvikar in Breslau, Dekan des Kollegiatkapitels in Brieg
- Bartholomäus Stein (um 1476–um 1522), Verfasser der „Beschreibung von Schlesien und Breslau 1512“. Bartholomäus Stein ist der Mann, der das erste geographische Kolleg an einer deutschen Universität gelesen hat.
- Georg II. (Brieg) (1523–1586), Herzog von Brieg und Wohlau
- Barbara von Brandenburg (1527–1595), Herzogin des Herzogtums Brieg
- Anna Maria von Anhalt (1561–1605), Herzogin von Brieg, verstarb in Brieg
- Martin Hancke (* ~ 1574) Schreiber in Brieg, evangelischer Kirchenlieddichter
- Jakob Schickfuß (1574–1637), schlesischer Geschichtsschreiber, von 1604 bis 1613 Rektor des Brieger Gymnasiums, anschließend Rat des Herzogs von Brieg, schließlich kaiserlicher Kammerfiskal
- Melchior von Senitz (1574–1642), Geheimrat und Landeshauptmann des Herzogtums Brieg
- Johannes Heermann (1585–1647), der „schlesische Hiob“, stammt aus einer Kürschnerfamilie in Daudten bei Wohlau. Er empfing seine Ausbildung in Fraustadt (1602), Breslau und Brieg.
- Dorothea Sibylle von Brandenburg (1590–1625), Herzogin von Brieg, verstarb in Brief
- Johann von Tschech (1595–1639), Herzoglicher Rat in Brieg. Bekannter schlesischer Theosoph, Berater der Piastenherzöge.
- Daniel Winkler (1599–1658), deutscher Mediziner, Physicus in Brieg und Leibarzt des Kurfürsten von Brandenburg
- Wenzel Scherffer von Scherffenstein (um 1603–1674), schlesischer Dichter; seit 1630 Organist an der Schlosskirche zu Brieg
- Friedrich von Logau (1604–1655), Dichter des Barocks; lebte von 1644 bis 1653 am Brieger Hof
- Gottfried Schubart (1634–1691), deutscher Mediziner und Stadtphysicus in Brieg
- Elisabeth Marie Charlotte von Pfalz-Simmern (1638–1664), Herzog von Brieg, verstarb in Brieg
- Friedrich Lucae (1644–1708), deutscher reformierter Pfarrer. Professor am fürstlichen Gymnasium in Brieg
- Johann Andreas Mauersberger der Ältere (1649–1693), deutscher evangelischer Theologe, zeitweise Hauslehrer in Brieg
- Georg Wilhelm I. (Liegnitz-Brieg-Wohlau) (1660–1675), Herzog von Liegnitz, Brieg und Wohlau, verstarb in Brieg
- Luise Charlotte Radziwill (1667–1695), Alleinerbin der calvinistischen Linie des Hauses Radziwiłł, verstarb in Brieg
- Kurt Christoph von Schwerin (1684–1757), preußischer Generalfeldmarschall, Festungskommandant von Brieg
- Heinrich Karl Ludwig Herault de Hautcharmoy (1689–1757), preußischer Generalleutnant, Kommandant von Brieg
- Johannes Kuben (1697–1770), deutscher Geistlicher, Predigte in der Heilig-Kreuz-Kirche in Brieg
- Christian Martini (1699–1739), deutscher Philosoph und Physiker, Lehrer am Brieger Gymnasium
- Gottfried Heinrich Burghart (1705–1771), schlesischer Mediziner und Mathematiker, Professor am Brieger Gymnasium
- Michael Konstantin von Zaremba (1711–1786), preußischer Generalleutnant, verstarb in Brieg
- Julius Friedrich von Keffenbrink (1714–1775), deutscher Jurist, Direktor der Oberamtsregierung in Brieg
- August Adolph von Kamecke (1724–1779), preußischer Major, verstarb in Brieg
- Friedrich Christoph von Görne (1734–1817), preußischer Staatsminister, Landesdirektor des Fürstentums Brieg
- Immanuel Johann Gerhard Scheller (1735–1803), von 1771 bis 1803 Rektor des Brieger Gymnasiums, geboren am 22. März 1735 in Ihlow (Sachsen), gestorben am 5. Juli 1803 in Brieg. Denkstein mit einem aufgeschlagenen Buch an der Südwestecke der Trinitatiskirche. Verfasser zahlreicher lateinischer Schriften, einer ausführlichen und einer kurzgefassten lateinischen Sprachlehre, einer zweibändigen Umarbeitung der „fundamenta stili cultioris“ von Heineccius und vor allem lateinischer Lexika. Ehrung durch Benennung einer Straße.
- Johann Mathias von Malschitzky (1737–1814), preußischer Generalmajor, verstarb in Brieg
- August Christian Lebrecht von Krafft (1740–1813), preußischer Generalmajor und Kommandant, verstarb in Brieg
- Carl Friedrich Lentner (1746–1776), Arzt und Schriftsteller, lebte zeitweilig in Brieg, wo er am dortigen Arbeitshause tätig war.
- Johann Friedrich VII. von Alvensleben (1747–1829), preußischer Landrat und Gutsbesitzer, verstarb in Brieg
- Ernst Glawnig (1749–1808), königlich preußischer Hofrat, Kreis- und Stadtphysikus, Arzt am Arbeits- und Irrenhaus und Ratsmitglied. Geboren am 5. Juli 1749, gestorben am 19. August 1808. 1777 zum Arzt am Arbeitszuchthaus ernannt, war er einer der ersten deutschen Ärzte, die für eine humane Behandlung und regelmäßige ärztliche Versorgung der Geisteskranken und ihrer Zusammenfassung in Landheimen eintraten. Die Stadt ehrte ihn 1825 durch Setzen eines Denksteines (alter evangelischer Friedhof, Südeingang der Trinitatiskirche) und 1912 durch Benennung einer Straße.
- Georg Ludwig Friedrich von Dalwig (1762–1832), preußischer Generalmajor, verstarb in Brieg
- Augusta von Goldstein (1764–1837), deutsche Schriftstellerin, lebte zeitweise in Brieg
- Heinrich von Danckelmann (1768–1830), preußischer Beamter, Präsident des Oberkonsistorium in Brieg
- Christian Ferdinand von Podewils (1768–1831), preußischer Generalmajor, stationiert und verstarb in Brieg
- Friedrich Gotthelf Benjamin Schmieder (1770–1838), studierte evangelische Theologie und war Philologe, Buchautor, Schulmann sowie ab 1804 bis zu seinem Tode Rektor des Königlichen Gymnasiums in Brieg.
- Hans Otto Philipp Martins (1777–1861), preußischer Bergbeamter, Direktor des Schlesischen Oberbergamts Brieg
- Toussaint von Charpentier (1779–1847), Geologe und Insektenkundler, Leiter des schlesischen Oberbergamtes in Brieg
- Heinrich Mützel (1797–1868), Maler und Lithograph, geboren 1797 in Brieg.
- Carl Müller (1798–1840), Begründer der klassischen Archäologie, bekannt durch seine Ausgrabungen. Professor in Göttingen.

### 1801 bis 1900
- Eduard von Reichenbach (1812–1869), preußischer Adeliger und Politiker, verstarb in Brieg
- Wilhelm Braune (1813–1862), schlesischer Gutsbesitzer und Verwaltungsbeamter, verstarb in Brieg
- Heinrich von Mühler (1813–1874), 1862 Kultusminister, bekannt als Dichter; „Grad aus dem Wirtshau–s komm ich heraus“.
- Adalbert Kraetzig (1819–1887), deutscher Richter, Staatsanwalt in Brieg
- Karl Schulz (1820–1909), preußischer Generalmajor, verstarb in Brieg

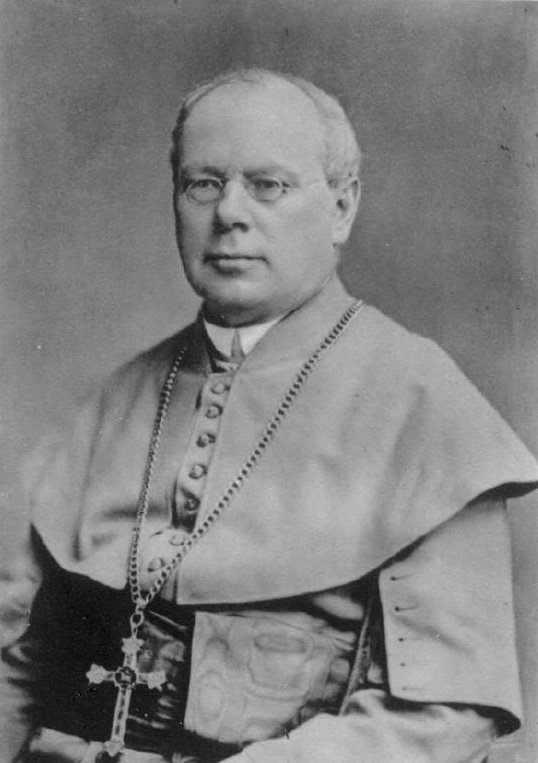
Robert Herzog

- Robert Herzog (1823–1886), römisch-katholischer Geistlicher, Erzpriester in Brieg
- Hugo Paur (1829–1879), deutscher Richter und Parlamentarier, Kreisgerichtsrat in Brieg
- Albert Nitschke (1835–?), deutscher Politiker, Stadtrat in Brieg
- Hans von Prittwitz und Gaffron (1840–1916), preußischer Generalleutnant, verstarb in Brieg
- Wilhelm Alter senior (1843–1918), deutscher Psychiater, Direktor der schlesischen Nervenheilanstalten in Brieg
- Ludwig Haber (1843–1874), deutscher Kaufmann und Konsul der japanischen Region Hakodate
- Albert Bielschowsky (1847–1902), deutscher Literaturwissenschaftler, in Brieg im höheren Schuldienst tätig
- Theodor Thalheim (1847–1921), deutscher Lehrer, Oberlehrer am Brieger Gymnasium
- Wilhelm Muttray (1850–1922), deutscher Wasserbauingenieur, Assessor zur Wasserbauinspektion Brieg
- Julius Peppel (1851–?), von 1895 bis 1910 Erster Bürgermeister, 1877 Bürgermeister in Stallupönen, 1882 Zweiter Bürgermeister in Liegnitz, 1895 Erster Bürgermeister von Brieg. Ihm verdankt die Stadt eine überraschend schnelle Aufwärtsentwicklung und die Grundlagen für ihr weiteres Gedeihen. Ihre Einwohnerzahl stieg in 15 Jahren von 21.304 auf 29.035. 1896 bis 1905 Ankauf und Eingemeindung großer Gebietsteile von Briegischdorf und Rathaus. 1896 bis 1897 Bau der neuen Kasernen. 1897 Vergrößerung der Garnison (Infanterie-Regiment 156 und 157). 1899 bis 1902 Kanalisation, von 1902 ab Neupflasterung der Straßen und Plätze. 1900 Errichtung des Denkmals Kaiser Wilhelm I. 1906 Grundwasserversorgung von Giersdorf her. 1906 bis 1907 Bau des Elektrizitätswerkes. April 1907, Brieg wird kreisfreie Stadt. 1906 bis 1908 Erwerb größerer Gebietsteile von Hermsdorf. 1908 Anlage des Stadtwäldchens, das die dankbare Stadt später ihm zu Ehren „Julius-Peppel-Park“ benannte und wo sie ihm kurz nach dem Tode ein Denkmal errichten ließ.
- Adolf Schaube (1851–1934), deutscher Gymnasialprofessor, Lehrer in Brieg
- Max Friedlaender (1852–1934), Musikwissenschaftler.
- Eufemia von Adlersfeld-Ballestrem (1854–1941), deutsche Schriftstellerin, lebte zeitweise in Brieg
- Hermann Weißstein (1854–1924), Geheimer Baurat, Bauinspektor in Ortelsburg und seit 1906 in Brieg. 1908 Gründung des ersten schlesischen Dorfmuseums (Katzbachschlacht-Museum in Dohnau an der Katzbach). 1909 Wiederherstellung der Hedwigskirche und Ausstellung der Piastensärge. 1910 Gründung des Städtischen Museums, dessen Erweiterer und Leiter er bis zu seinem Tode war. 1914 bis 1917 Wiederaufbau staatlicher Domänen in den Bezirken Allenstein und Gumbinnen. Zum Geheimrat ernannt, mit dem roten Adlerorden ausgezeichnet. Bekannter Privatsammler, Stadtverordneter, Mitglied der städtischen Baudeputation, künstlerischer Berater der Baupolizeibehörde, Leiter des Wohnungsamtes, Mitbegründer und Kassenführer der Volkshochschule, Mitglied des Repräsentantenkollegiums der Synagogengemeinde.

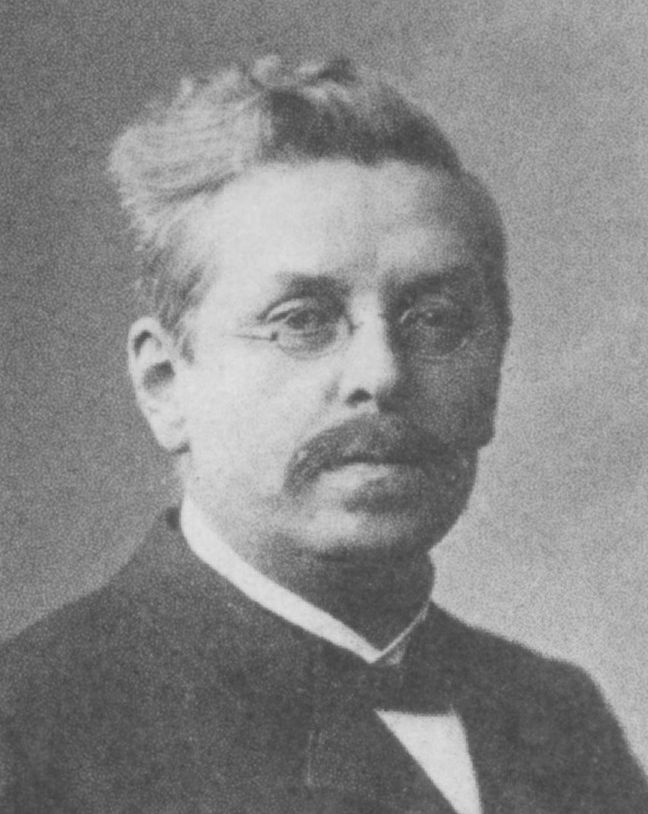
Karl Doormann

- Karl Doormann (1858–nach 1923), Gymnasialprofessor und Mitglied des Deutschen Reichstags, Lehrer am Brieger Gymnasium und Stadtverordneter in Brieg
- Wilhelm Wetekamp (1859–1945), deutscher Reformpädagoge und Politiker, Lehrer am Brieger Gymnasium
- Wilhelm Zimmer (1864–nach 1945), deutscher Politiker, Landrichter in Brieg
- Paul Hielscher (1865–?), Musikdirektor, Professor, Kantor und Organist an der Nikolaikirche, geboren am 5. Februar 1864 in Breslau, Studium in Berlin. 1894 Kantor in Brieg. 1907 Bundesliedermeister beim schlesischen Sängerfest. 1909 bis 1910 Herausgabe des neuen schlesischen Choralbuches (gemeinsam mit Lubrich und Derks). 1913 Preisrichter beim Kaiser-Wettsingen in Frankfurt am Main. 1922 Fachberater für Musik im Auftrag des Kultusministers. Dirigent der Brieger Singakademie und des Männergesangvereins Jung. Erster Vorsitzender des Schlesischen Sängerbundes. Hervorragender Musikpädagoge, der den Ruf Briegs als Musikstadt festigte und großen Einfluss auf das Musikleben der Provinz ausübte.
- Friederike Henriette Kraze (1870–1936), deutsche Schriftstellerin, verbrachte ihre Kindheit in Brieg
- Ewald Gerhard Seeliger (1877–1959), Schriftsteller
- Marg Moll (1884–1977), deutsche Bildhauerin, Malerin und Autorin, lebte zeitweise in Brieg
- Erich Hylla (1887–1976), deutscher Pädagoge, Autor und Publizist, besuchte das Lehrerseminar in Brieg
- Max Drischner (1891–1971), Komponist, Kantor, Organist und Cembalist, lebte von 1920 bis 1945 in Brieg
- Martin Schlensog (1897–1987), deutscher Komponist und Musikpädagoge, Kantor an der Nikolaikirche in Brieg
- Georg Münter (1900–1965), deutscher Architekt und Hochschullehrer, als Architekt in Brieg tätig gewesen

### 1901 bis heute
- Franciszek Gajowniczek (1901–1995),  Sergeant der polnischen Armee, verstarb in Brzeg
- Helmut Neubach (1933–2019), deutscher Historiker, lebte bis zur Flucht 1945 in Brieg, 1960 Brieg-Stipendiat der Stadt Goslar
- Volkmar Enderlein (* 1936), deutscher Kunsthistoriker und Archäologe, verbrachte seine Kindheit in Brieg

## Absolventen des Gymnasiums in Brieg

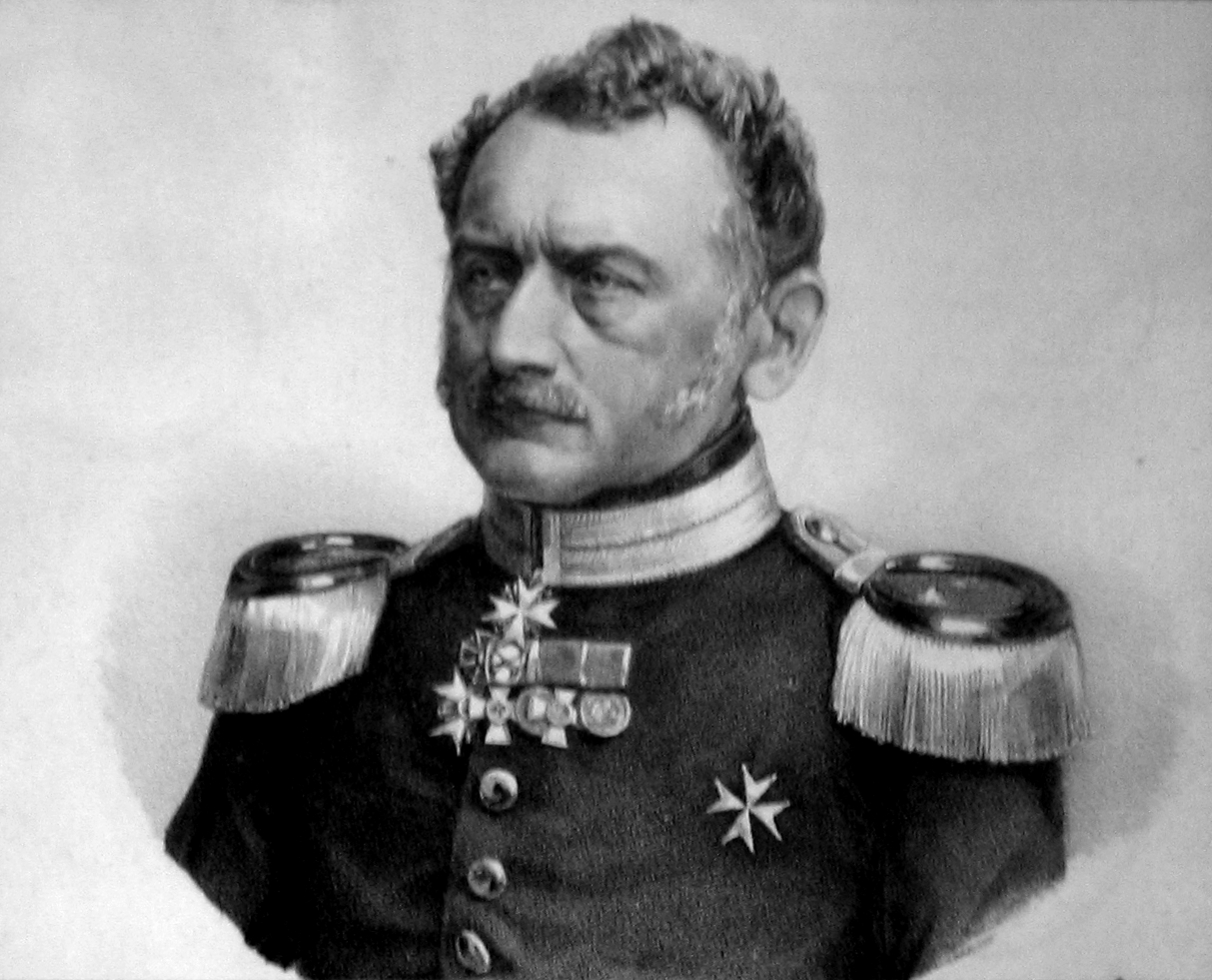
Moritz von Prittwitz

- Christoph Preibisius (1580–1651), deutscher Philosoph
- Abraham von Franckenberg (1593–1652), schlesischer Mystiker
- Samuel Hartlib (1600–1662), deutsch-englischer Wissenschaftler und Pädagoge
- Karl Friedrich von Posadowsky (1695–1747), preußischer Generalleutnant
- Christian August Scheller (1769–1848), königlich-preußischer Geheimer Justizrat
- Ernst Gottlob Jäkel (1788–1840), deutscher Pädagoge und Philologe
- Johann Karl Friedrich Jost (1789–1870), deutscher Theaterschauspieler und Sänger
- Moritz von Prittwitz (1795–1885), preußischer General der Infanterie und Festungsbaudirektor
- Julius Maximilian Schottky (1797–1849), deutscher Schriftsteller und Volkskundler
- Carl Heinrich Hertwig (1798–1881), deutscher Tierarzt
- Ernst Friedrich Zwirner (1802–1861), Dombaumeister, vollendete den Kölner Dom
- Julius Albert Gruchot (1805–1879), deutscher Rechtswissenschaftler und Jurist
- Ludwig Alexander von Jordan (1806–1889), deutscher Jurist und Politiker
- Johann Baptist Alzog (1808–1878), deutscher katholischer Theologe und Kirchenhistoriker
- Emil von Rohrscheidt (1809–1886), Landrat des Kreises Briegs
- Paul Bobertag (1813–1874), deutscher Pädagoge
- Hermann Friedberg (1817–1884), deutscher Chirurg und Gerichtsmediziner
- Theodor von Sell (1817–1891), preußischer Generalleutnant
- Ludwig Adolf Neugebauer (1821–1890), deutsch-polnischer und russischer Gynäkologe
- Wilhelm von Dresow (1829–1895), preußischer General der Infanterie
- Ferdinand Schuppe (1831–1894), deutscher katholischer Kirchenbeamter
- Theodor Unger (1836–1896), preußischer Generalleutnant
- Arthur von Kretschmann (1836–1889), preußischer Generalmajor
- Anton Viertel (1841–1912), deutscher Klassischer Philologe

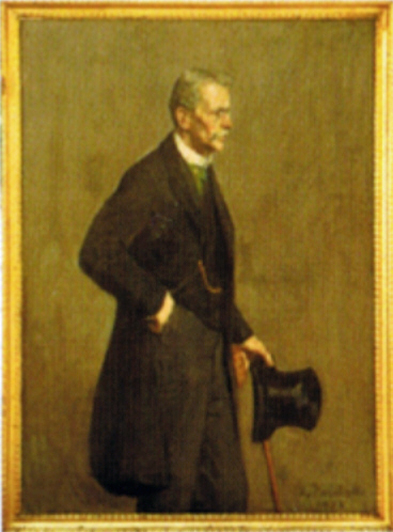
Otto von Moltke

- Otto von Moltke (1847–1928), Offizier und Mitglied des Deutschen Reichstags
- Max Braun (1850–1930), deutscher Zoologe
- Rudolf Leonhard (1851–1921), deutscher Rechtshistoriker und Hochschullehrer
- Arthur Goebel (1853–1939), deutscher Sanitätsoffizier
- Moritz Seidel (1853–1926), deutscher Rittergutsbesitzer
- Paul Treutler (1858–1938), deutscher Ingenieur
- Georg Wolf (1858–1930), deutscher Bildhauer
- Eberhard Stammer (1888–1966), deutscher Politiker
- Udo von Woyrsch (1895–1983), deutscher Politiker
- Wilhelm Goldmann (1897–1974), deutscher Verleger
- Peter Vogt (1897–1941), deutscher Politiker
- Gustav Adolf Kulisch (1903–1982), deutscher Politiker
- Eberhard Schmidt (1907–1996), deutscher Komponist
- Erwin Körber (1921–2003), deutscher Funktionär der DDR-Blockpartei DBD

## Bürgermeister
- 1359–1370 Peczko Cyndal[1]
- 1843–1849 Robert von der Goltz (1811–1855)
- Leopold Krüger (1804–1857)
- 1859–1867 Gustav Riedel (1829–1882)
- 1895–1910 Juliusa Peppela
- 1934–1945 Kurt Schmidt (?–nach 1964)
- 2014–heute Jerzy Wrębiak